# Acresuchus
Acresuchus — вимерлий моновидовий рід великого каймана з пізнього міоцену західної Бразилії та Венесуели. Рід містить один вид Acresuchus pachytemporalis. Акрезух — близький родич гігантського каймана пурусзавра.

## Опис
Гіподигма Acresuchus складається з голотипу UFAC-2507, майже повного черепа та кількох екземплярів, більшість з яких знайдено в Нітерої, розташованому у формації Солімойес в Акко. Acresuchus отримав свою назву від штату, де він був знайдений (Акра), тоді як назва виду pachytemporalis позначає надзвичайне потовщення лускоподібних кісток у голотипі. Інший зразок, MCNUSB-PB-02FU-RS43, фрагмент черепа, був знайдений у середній частині формації Урумако у Венесуелі.
Згідно з авторами опису, Acresuchus є: «Кайманін із тілом середнього розміру, зубами з гладкими (незубчастими) килями, очницями великими порівняно з іншими кайманинами, кругла зовнішня ноздря, задній край черепа поперечно прямий або злегка увігнутий, задньолатеральний край лускоподібної кістки загорнутий по всьому дорзально-латеральному краю з дорсовентральним розширенням у задній частині виступу, причому остання ознака є унікальною ознакою в межах підродини Caimaninae.
Голотип Acresuchus має орієнтовну довжину черепа 51.5 см, менше, ніж у всіх трьох видів пурусзавра, що свідчить про те, що Acresuchus, можливо, являв собою перехідну форму між традиційним планом тіла каймана та пурусзавром. У акрезухів не було збільшеної зовнішньої ніздрі, яка, як припускають, у пурусзаврів зменшувала стрес під час укусу, й отже, дозволяючи більш сильний укус. Однак Acresuchus має невеликі западини в задніх частинах верхньої щелепи, подібні до глибоких розкопок, знайдених у Purussaurus. Ці западини можуть збільшуватися разом із розміром тіла в кладі Acresuchus-Purussaurus.
Acresuchus має спільні риси з пурусзавром, які, можливо, були адаптацією до великих розмірів тіла, наприклад великі надскроневі вікна. Це забезпечувало швидкий захоплення здобичі та кращу терморегуляцію.

## Палеоекологія
Acresuchus має багато спільних рис із нинішнім чорним кайманом, зокрема розміром, що свідчить про те, що він мав би подібний раціон. Якщо це припущення вірне, молоді Acresuchus полювали б на дрібних безхребетних, а дорослі особини харчувалися рибою та малими та середніми ссавцями. Зуби на задній частині черепа у Acresuchus тупі, що вказує на те, що він, можливо, також їв тварин з твердим панциром.